# Musica tradizionale persiana
La musica tradizionale persiana o musica tradizionale iraniana (persiano: موسیقی سنتی ایرانی mūsīqī-e sonnatī-e īrānī) è la musica indigena e tradizionale dell'Iran (conosciuta in passato come Persia).
La musica tradizionale persiana è apprezzata da tutti i differenti gruppi etnici del Grande Iran.

## Storia
La storia della musica si sviluppa sin dall'era preistorica. Il re Jamshid, figura mitologica veniva accreditato come l'inventore della musica.
Documenti frammentati di diversi periodi del paese stabiliscono che gli antichi iraniani possedessero già un'elaborata cultura musicale.
Prove archeologiche rivelano che nel periodo elamitico, intorno all'800 a.C. furono usati strumenti musicali ma in generale della musica persiana in età antica si conosce poco, anche nel periodo achemenide e dell'Impero sasanide.
Ad oggi, la musica tradizionale persiana comincia a svilupparsi dopo la conquista islamica della Persia nell'era medievale e la creazione formale della musica tradizionale persianale è direttamente collegata con i sistemi musicali in uso sotto la dinastia safavide.
Successivamente sotto la Dinastia Qajar, il sistema musicale classico fu ristrutturato nella sua attuale forma, attraverso per lo più, l'opera di Agha Hossein-Ghoul e Mara Abdullah.

## Strumenti

### Percussione
- daf
- tombak

### A fiato
- ney

### A corda
- tar
- setar
- kamancheh
- tanbur
- dotar
- danbur
- qanun
- santur